# کرم‌ماهی دندان‌به‌هم‌ریخته
کرم‌ماهی دندان‌به‌هم‌ریخته (نام علمی: Aplatophis zorro)  مارماهی‌ای از خانواده کرم‌ماهیان است.  این جاندار نخستین بار در سال ۲۰۰۱ کشف شد.